# White Love (Hey! Say! JUMPの曲)
「White Love」（ホワイト・ラブ）は、Hey! Say! JUMPの楽曲。21作目のシングルとして、2017年12月20日にジェイ・ストームから発売。

## 概要
- 前作「Precious Girl/Are You There?」から5ヶ月ぶりのシングルである。

- 初回限定盤1・2、通常盤の3種での発売となり、それぞれ収録曲・ジャケット写真ともに異なる。

- 表題曲は、メンバーの知念侑李が出演している映画『未成年だけどコドモじゃない』の主題歌である。

- 初回限定盤1には、表題曲のビデオクリップ+メイキング映像とカップリング曲「星の降る夜に」に加え、オリジナル・カラオケ1曲を収録。

- 初回限定盤2には、カップリング曲「Rock U Baby!」、オリジナル・カラオケ1曲に加え、10周年を迎えた2017年の振り返り、そして11年目の2018年へ向けたインタビューを個人面接形式で収録した特別企画映像「Hey! Say! JUMP I/Oth Anniversary Special Individual Interview」を収録。

- 通常盤には、カップリング曲「Good Life」「Spark×2」「Usual Soldier」と、オリジナル・カラオケ4曲を収録。

## 予約先着特典

### 通常盤
1. クリスマス特典「オリジナル・ノート」

## 封入特典

### 初回限定盤1
1. 歌詞リーフレット(7面14P)

### 初回限定盤2
1. 24P歌詞ブックレット

## チャート成績
初週28.7万枚を売り上げ、2018年1月1日付のオリコン週間シングルランキングで1位に初登場。これで、デビューからのシングル連続1位獲得作品数が2007年11月発売の『Ultra Music Power』から21作となり、NEWSと並ぶ歴代3位タイとなった。また、初週売上は2017年2月発売の19thシングル『OVER THE TOP』の27.2万枚を上回り、自己最高記録を更新した。

## 収録曲

### CD

#### 通常盤
1. White Love
作詞:m.piece/作曲:田鹿ゆういち、m.piece/編曲:SSKHz
  - 知念侑李出演 映画「未成年だけどコドモじゃない」主題歌
2. Good Life
作詞:MICO#/作曲:Erik Lidbom、HIKARI/編曲:HIKARI
3. Spark×2
作詞･作曲･編曲:Twelvelayers
4. Usual Soldier
作詞:MICO#/作曲:三留一純/編曲:SSKHz
5. White Love（オリジナル・カラオケ）
6. Good Life（オリジナル・カラオケ）
7. Spark×2（オリジナル・カラオケ）
8. Usual Soldier（オリジナル・カラオケ）

#### 初回限定盤1
1. White Love
2. 星の降る夜に
作詞･作曲:タハラノブヒロ/編曲:遠藤ナオキ
3. 星の降る夜に（オリジナル・カラオケ）

#### 初回限定盤2
1. White Love
2. Rock U Baby!
作詞:Komei Kobayashi/作曲:DWB、Peter Boyes、TAKAROT/編曲:TAKAROT
3. Rock U Baby!（オリジナル・カラオケ）

### DVD

#### 初回限定盤1
1. 「White Love」ビデオ・クリップ+メイキング

#### 初回限定盤2
1. 特典映像「Hey! Say! JUMP I/Oth Anniversary Special Individual Interview」
  - 10周年を迎えた2017年の振り返り、そして11年目の2018年へ向けたソロインタビューを個人面接形式で収録した特別企画映像